# Траш мода
Траш модата (от английски trash - боклук; още наричана trash fashion или trashion) е набиращо популярност модно течение, в което дрехи, мебели, аксесоари, сувенири и други предмети се изработват от непотребни отпадъци.
Траш модата може да бъде разглеждана като начин на мислене. В повечето случаи тя е продиктувана от вътрешни убеждения, свързани с екологични проблеми. Голяма част от почитателите на траш модата са младежи, проявяващи интерес към екологията и екологичните проблеми на планетата.
Като термин траш модата се появява за пръв път в Нова Зеландия през 2004 година.